# 405
405 foi um ano comum do século V que teve início e fim num domingo, segundo o Calendário Juliano. A sua letra dominical foi A.
| Ano completo                    |
| ------------------------------- |
| Ano comum com início ao domingo |

## Mortes
- 19 de junho - São Moisés o Negro